# Bielhausen
Bielhausen war eine Gemeinde im hessischen Landkreis Wetzlar. Heute gehört ihr ehemaliges Gemeindegebiet vollständig zur Stadt Solms.

## Geschichte
Im Zuge der Gebietsreform in Hessen fusionierten zum 1. Juli 1971 die bis dahin selbstständigen Gemeinden Albshausen und Oberbiel freiwillig zur neue Gemeinde Bielhausen. Der Name der neuen Gemeinde setzte sich aus den beiden Ortsnamen zusammen. Am 1. Januar 1977 wurde die Gemeinde Bielhausen kraft Landesgesetz mit Niederbiel und Solms zur erweiterte Großgemeinde Solms zusammengeschlossen, die am 11. April 1978 die Stadtrechte erhielt. Die ehemaligen Gemeinden Albshausen und Oberbiel wurden Ortsteile von Solms.